# La Selle-Craonnaise
La Selle-Craonnaise település Franciaországban, Mayenne megyében. Lakosainak száma 901 fő (2022. január 1.). La Selle-Craonnaise Ballots, Livré-la-Touche, Niafles, Saint-Aignan-sur-Roë, Saint-Martin-du-Limet, Saint-Michel-de-la-Roë és Saint-Saturnin-du-Limet községekkel határos.

## Népesség
A település népességének változása:
| Lakosok száma | 1068 | 943  | 904  | 896  | 939  | 956  | 941  | 912  | 908  | 901  |
|               | 1968 | 1982 | 1990 | 2006 | 2013 | 2015 | 2017 | 2019 | 2020 | 2022 |